# Charles Favre

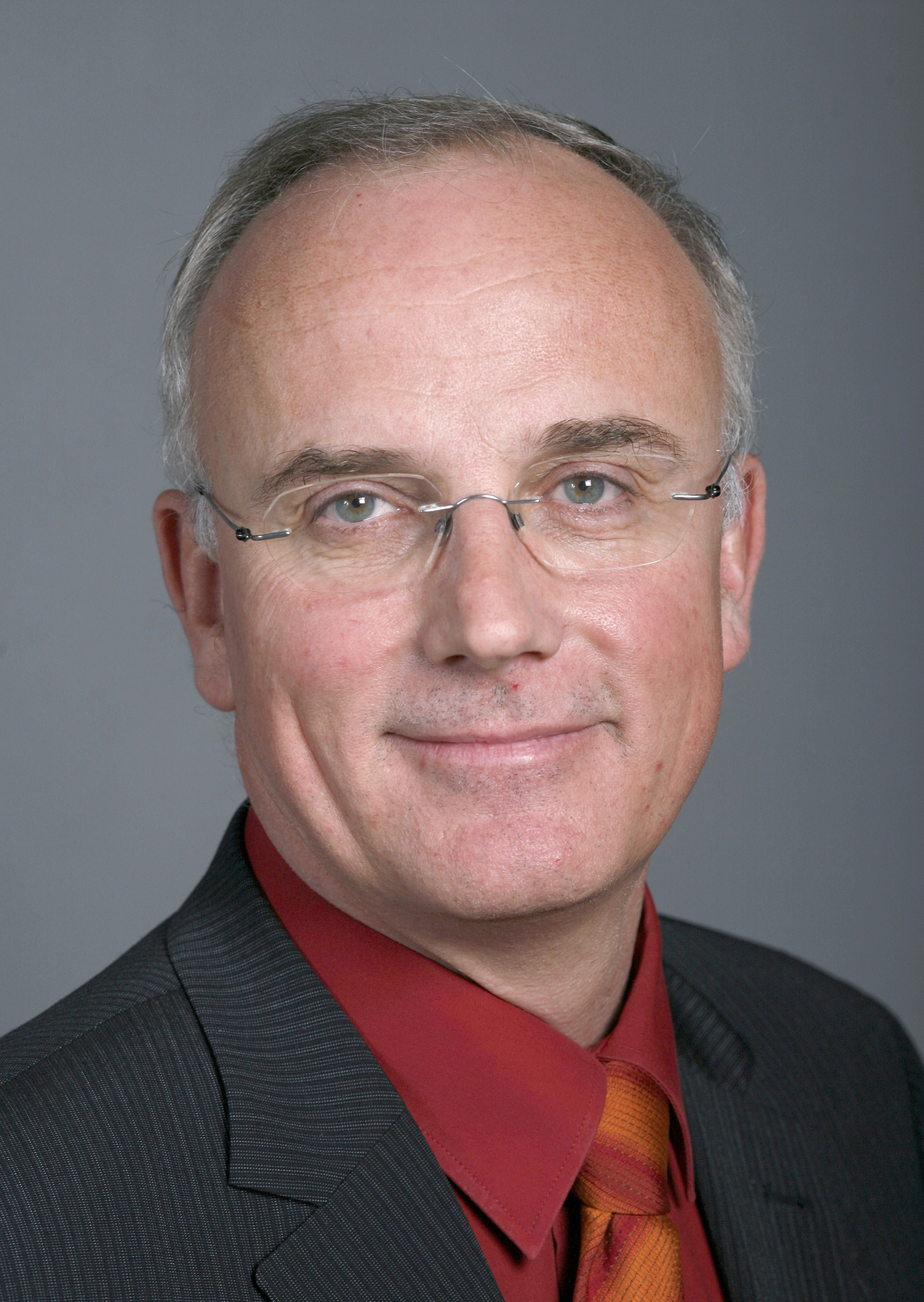
Charles Favre

Charles Favre (* 18. August 1957 in Lausanne; heimatberechtigt in Saint-Barthélemy) ist ein Schweizer Politiker (FDP).

## Leben und politische Ämter
Erste parlamentarische Erfahrungen sammelte der heute als Unternehmensberater tätige Mediziner als Mitglied des Gemeinderates von Echallens, dem er von 1985 bis 1994 angehörte. Zwischen 1990 und 1994 war er Mitglied des Grossen Rates des Kantons Waadt und von 1994 bis 2002 sass er in der Kantonsregierung.
Bei den Wahlen 1999 wurde er in den Nationalrat gewählt, dem er bis Ende 2011 angehörte. Im Rahmen seiner parlamentarischen Tätigkeit war er Mitglied der Kommission für Wirtschaft und Abgaben des Nationalrats.

## Politisches Profil
Favre ist ein liberaler Politiker. Er befürwortet die wirtschaftliche Liberalisierung gleichermassen wie eine weitere Öffnung der Schweiz. Weniger liberal steht er dem gesellschaftlichen Wandel gegenüber. In Bezug auf die Finanz- und Migrationspolitik vertritt er gemässigte, mittlere Positionen, kritisch steht er dem weiteren Ausbau der öffentlichen Wohlfahrt sowie des Umweltschutzes gegenüber.

## Sonstiges
Favre ist verheiratet und Vater von drei Kindern.